# Anthony Hamilton (snookerspelare)
För andra betydelser, se Anthony Hamilton (olika betydelser).
Anthony Hamilton, född 29 juni 1971, är en engelsk snookerspelare. Han kommer från Nottingham och har på grund av detta och sitt utseende med mustascher och pipskägg fått smeknamnen Robin Hood of Snooker och The Sheriff of Pottingham.
År 1995 vinner Hamilton Australian Open. År 1999 förlorar Hamilton finalen med 9-7 i British Open emot Fergal O’Brien. Klättrar till tionde plats på världsrankingen. År 2002 förlorar han finalen i China Open i Shanghai med 9-8 emot Mark Williams.
Hamilton har haft en tung period sedan slutet av 2005, och fram till Welsh Open 2007 hade han förlorat i första omgången i tio raka turneringar. Hamilton spelade dock bra i VM 2007, där han föll i kvartsfinal mot Stephen Maguire. I finalen av German Masters 2017 lyckades Hamilton att vinna sin första rankingtävling i karriären när han vann mot Ali Carter.
År 2019 når Hamilton semifinalen i Indian Open. År 2021 vinner Hamilton över Mark Williams och Ricky Walden i UK Championship innan förlust i 16-delsfinalen emot Luca Brecel.

## Titlar

### Rankingtitlar
- German Masters - 2017

### Andra titlar
- Australian Open - 1995